# Ibiara
Ibiara este un oraș în Paraíba (PB), Brazilia.